# 水行俠 (電影)
是一部於2018年上映的美國超級英雄電影，改編自DC漫畫旗下的超級英雄角色水行俠，同時亦是DC擴展宇宙的第六部作品。該片由溫子仁執導並與傑夫·強斯共同創作故事，大衛·萊斯利·強森-麥古德瑞克與威爾·比爾負責撰寫劇本，傑森·摩莫亞、安柏·赫德、威廉·達佛、派翠克·威爾森、杜夫·朗格林、葉海亞·阿巴杜-馬汀二世與妮可·基嫚主演。故事主要描述海底王國亞特蘭提斯的繼承人亞瑟·庫瑞必須站出來領導他的人民並成為世界的英雄。在此前，傑森·摩莫亞飾演的亞瑟·庫瑞／水行俠曾於《蝙蝠俠對超人：正義曙光》（2016年）及《正義聯盟》（2017年）中登場。
《水行俠》電影的發展始於2004年，但多年間處於難產的狀態。2014年8月，比爾和寇特·約翰斯塔德被聘來各自撰寫一份劇本。該片於2014年10月正式宣布執行，而導演溫子仁則於2015年4月簽約執導。2016年7月，比爾的劇本獲得採用；在此期間，溫子仁、約翰斯塔德、強斯及強森-麥古德瑞克都曾對其進行各方面的重寫。主體拍攝從2017年5月起在澳大利亞開始進行，大多在昆士蘭州黃金海岸的威秀製片廠製作，2017年10月21日結束拍攝。
《水行俠》2018年11月26日在英國倫敦的萊斯特廣場進行全球首映，並由華納兄弟定於2018年12月21日在美國上映（含Real D 3D、杜比戲院、IMAX及IMAX 3D版本）。《水行俠》在全球取得了成功的票房表現，並於2019年1月中旬成為首部全球票房突破10億美元的DCEU電影，並在1月底超越了《黑暗騎士：黎明昇起》（2012年）。評論界對電影的視覺特效、傑森·摩莫亞與安柏·赫德的演技讚譽有加。續集《水行俠 失落王國》定於2023年推出。

## 劇情
1985年，美國東北部缅因州的燈塔看守者湯瑪士·庫瑞在一場暴風雨中營救受傷被衝上岸的海底王國亞特蘭提斯女王亞特蘭娜，來自不同世界的他們從此墜入愛河且生下一子亞瑟·庫瑞，其出生時得到能跟海洋生物溝通的能力。但隨著陸海兩方“水火不容”原因，亞特蘭娜被迫忍痛離開他們父子倆並返鄉，將照看亞瑟的使命交付給她的大臣努迪斯·武爾科。亞瑟在成長過程中接受武爾科的嚴格訓練，長大後成為一名優秀的戰士。但亞瑟得知亞特蘭娜返鄉後因生下身為混血兒的他，而已被當時的亞特蘭提斯國王歐瓦斯（Orvax）執行處決，悲痛的亞瑟從此拒絕再跟亞特蘭提斯有任何牽連。
現今，被世人稱為「水行俠」的亞瑟一年前擊敗荒原狼後，到一艘被海盜挾持的俄羅斯潛艇上營救船員。海盜領袖傑西·凱恩因亞瑟拒絕伸出援手而喪生，唯獨其成功逃生的兒子大衛發誓要為父報仇。亞特蘭提斯現任國王兼亞瑟同母異父的弟弟歐姆企圖向陸地宣戰，暗中僱用大衛對海底發動攻擊來促使澤貝爾國王涅羅斯效忠於他。涅羅斯之女湄拉不願發動戰爭，即使身為歐姆未婚妻卻還是冒險到陸地拜託亞瑟接下王位，罷免歐姆來終結戰爭。亞瑟起初絲毫不情願，直到目睹他的家鄉等世界各地發生海嘯，從梅拉供述中得知這是歐姆所為後才暫時答應幫忙。兩人潛入回亞特蘭提斯後跟武爾科會面，其督促亞瑟去尋找他的祖先亞特蘭王生前遺留的傳奇三叉戟，取得此物就能統治海洋，並順理成章繼承王位。然而，歐姆發現他們行蹤後，派戰士團過去抓獲亞瑟。
歐姆對於母親因生下亞瑟導致被處決而憤憤不平，給亞瑟一個永遠被驅離的機會，但亞瑟堅持要靠比武來挑戰他。兩兄弟在深海岩漿上方進行一對一決鬥，最後是武藝強大的歐姆佔上風，但梅拉冒險叛離王國而救走亞瑟。兩人逃生後展開旅程，到撒哈拉沙漠找到鑄造出三叉戟的沙漠王國遺址中，透過亞特蘭王遺留的全息投影指引，繼續到意大利西西里島尋找三叉戟的座標。與此同時，歐姆僱用大衛帶領他的戰士團去殲滅他們，為大衛提供一套亞特蘭提斯裝備和武器。歐姆還靠脅迫和殺戮手段統治人魚王國，隨即識破武爾科秘密策反他後將其關押起來。
大衛經過改造所得到的裝備後，塑造出自己的全新身份「黑蝠鱝」，帶領戰士團到西西里島追蹤到亞瑟和梅拉。兩人立即分頭逃跑，梅拉擊敗身後的戰士團後，亞瑟在負傷的情況下仍然擊退大衛而使他墜入海中。梅拉幫亞瑟包扎傷勢後，兩人靠尋獲的座標到達三叉戟所埋藏的海溝王國，並遭遇大量兇猛兩棲生物海溝族襲擊。亞瑟和梅拉擺脫海溝族追殺後進入一種傳送門，雙雙被傳送到地球中心的隱匿之海。兩人在那裡意外地跟存活的亞特蘭娜重聚，她解釋自己多年前被祭獻至海溝後、同樣設法逃脫而被傳送至此，也因傳送門是單行作用而一直被困在這裡，而獲取三叉戟是唯一回程方法。在埋藏地，亞瑟獨自面對守護三叉戟的巨大海怪克拉森（Karathen），靠自己的溝通能力表達出他決定保護亞特蘭提斯以及所愛一切的決心，最後證明價值而得到三叉戟。
歐姆這時領軍向鹽海王國發起進攻，準備殺死其領袖而一統海洋。亞瑟駕馭著克拉森、並帶領大量海溝族等其他海洋生物對抗歐姆的軍隊，梅拉說服父親涅羅斯收手後救出武爾科，涅羅斯等海洋領袖看見亞瑟揮動著三叉戟後一致將他視為真正的國王。亞瑟將歐姆引至海面上再次決一死戰，亞瑟靠打碎歐姆的兵器而使他落敗。絕望的歐姆本一心求死，直到目睹母親亞特蘭娜現身及安慰後才決定投降，在武爾科的命令下被收押。經過多年分離，亞特蘭娜最終回到燈塔前跟湯瑪士團聚，亞瑟在梅拉的支持和陪伴下登上王位，同時繼續以水行俠身份守護世界。
之後，落海倖存的大衛被送至海洋生物學家史蒂芬·沈博士的研究所治療，沈博士希望大衛能告知他有關亞特蘭提斯的一切資訊，而大衛稱交換條件是幫他找出水行俠來繼續復仇。

## 演員
| 演員                                         | 角色                                             | 備註 |
| 傑森·摩莫亞 Jason Momoa                      | 「水行俠」亞瑟·庫瑞 Aquaman／Arthur Curry        | 亞特蘭提斯王座的繼承人，擁有駕馭潮汐和與各種水中生物交流的能力，亦能在深海中潛水及高速游泳。本身有著半人類的血統，且不願意繼承其王位，但時常在陸地及海中行俠仗義。 |
| 凱恩·戈爾德 Kaan Guldur                      | 「水行俠」亞瑟·庫瑞 Aquaman／Arthur Curry        | 9歲的亞瑟。 |
| 奧提斯·丹吉 Otis Dhanji                      | 「水行俠」亞瑟·庫瑞 Aquaman／Arthur Curry        | 13歲的亞瑟。 |
| 克考亞·克庫毛諾 Kekoa Kekumano               | 「水行俠」亞瑟·庫瑞 Aquaman／Arthur Curry        | 16歲的亞瑟。 |
| 安柏·赫德 Amber Heard                        | 湄拉 Mera                                        | 澤貝爾公主，從小受亞特蘭娜照顧，擁有心靈感應和操縱水的能力，原本是歐姆的未婚妻，但堅信亞瑟能成為更好的領袖。                                                       |
| 派翠克·威爾森 Patrick Wilson                 | 「海洋領主」歐姆·馬略斯 Ocean Master／Orm Marius | 亞瑟同母異父的弟弟，被父親訓練成強大無情的王者，企圖成為其王位的正統繼承者，藉以向他厭惡的陸地宣戰。                                                               |
| 威廉·達佛 Willem Dafoe                       | 努迪斯·武爾科 Nuidis Vulko                       | 亞特蘭提斯大臣，也是亞瑟的導師，認為歐姆過於殘暴而設法讓亞瑟接替王位。                                                                                             |
| 葉海亞·阿巴杜-馬汀二世 Yahya Abdul-Mateen II | 「黑蝠鱝」大衛·凱恩 Black Manta／David Kane      | 無情的深海盜賊和僱傭兵，擁有製造致命裝備的天賦，因父親被亞瑟間接害死而從此仇恨他。                                                                                 |
| 泰姆拉·莫里森 Temuera Morrison               | 湯瑪士·庫瑞 Thomas Curry                         | 亞瑟的父親，住在緬因州海邊的燈塔看守者，跟亞特蘭娜無意間相識後愛上她。                                                                                             |
| 杜夫·朗格林 Dolph Lundgren                   | 涅羅斯 Nereus                                    | 澤貝爾國王，梅拉的父親，偕同歐姆向陸地開戰。 |
| 妮可·基嫚 Nicole Kidman                      | 亞特蘭娜女王 Queen Atlanna                       | 亞特蘭提斯的前任女王，亞瑟和歐姆的母親。 |
| 林路迪 Ludi Lin                              | 莫克 Murk                                        | 亞特蘭提斯一線部隊「戰士團」（Men-of-War）的領導者，服從歐姆的軍隊將領。 |
| 麥可·畢奇 Michael Beach                      | 傑西·凱恩 Jesse Kane                             | 大衛的父親，深海僱傭兵的前領導者。 |
| 藍道爾·朴 Randall Park                       | 史蒂芬·沈博士 Dr. Stephen Shin                   | 海洋生物學家，一直堅信亞特蘭提斯王國的存在，即使說法不被世人採信，但仍然極力想找出王國所在。                                                                       |

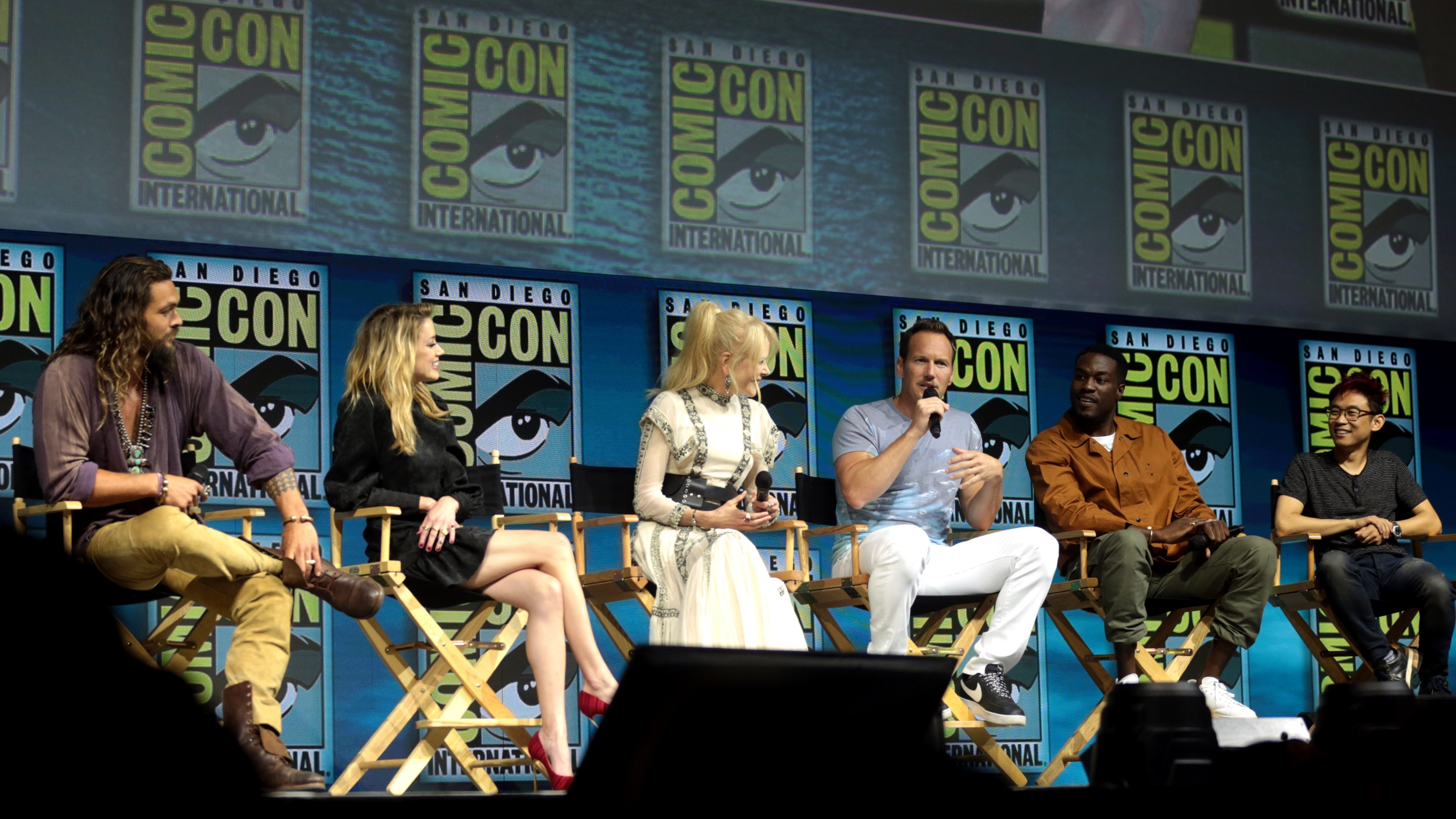
《海王》主要演员和导演参加2018年圣地亚哥国际漫画展。左起依次为：杰森·莫玛、艾梅柏·希尔德、妮可·基德曼、派翠克·威爾森、叶海亚·阿巴杜-马汀二世及导演温子仁。

另外，葛拉罕·麥克塔維什在片中飾演亞特蘭王，為亞特蘭娜、亞瑟及歐姆的祖先。而吉蒙·韓蘇、娜塔莉亞·沙佛朗及蘇菲亞·福雷斯特則分別飾演人魚王國國王、女王和公主（動作捕捉）。溫子仁的長期合作者雷·沃納爾在片中客串一名飛機駕駛員。茱莉·安德絲在片中為神話般的巨大海洋生物克拉森配音。

## 與《正義聯盟》在設定上的差異
《水行俠》中的一些元素設定與2017年電影《正義聯盟》有一些不同之處，主要是因為拍攝《正義聯盟》時沒有考慮到續作，以及《正義聯盟》中一些關於水行俠的內容都遭到刪減。不同處例如亞特蘭提斯相較於前作較為明亮，而電影中的亞特蘭提斯人在水中即可直接對話，但在《正義聯盟》中，亞瑟和梅拉必須要製造屏障離開水才能對話。此外，涅羅斯國王在電影中介紹作為梅拉的親生父親，但前作內容卻交代梅拉的父母已在戰爭中“雙亡”，才使她被亞特蘭娜收養長大。而亞瑟於前作回到亞特蘭提斯則能夠直接進入，《水行俠》中卻必須搭船以及只有梅拉持有的「外交通行證」才能進入。

## 製作

### 發展
2004年，據FilmJerk.com報導，華納兄弟公司計劃推出水行俠的真人獨立電影，日出娛樂的艾倫、彼得與班·格蘭特正在進行第一次的劇本編寫。但該計畫已被取消。2009年7月，據報導，水行俠電影將由李奧納多·狄卡皮歐所屬的製片公司亚壁古道制片公司來製作。而華納董事長兼CEO巴里·梅耶說，水行俠電影正在開發中。從華納兄弟公司一位人士口中得知，他們現在正在談論有關更多能與《超人：鋼鐵英雄》相關的電影，其中包括超人／蝙蝠俠、神力女超人和水行俠。傑夫·強斯表示，水行俠是一個優先性的開發項目。2014年8月12日宣布，華納兄弟已聘請威爾·比爾和寇特·約翰斯塔德各自撰寫一份電影劇本，並打算將兩種版本的劇本合併，但只有最好的能成為主軸。2015年4月10日，據《好萊塢報導》，溫子仁有望擔任電影的導演。6月，溫子仁確認接下導演一職，而約翰斯塔德的劇本則已被忽視。11月12日，大衛·萊斯利·強森-麥古德瑞克被聘來為電影編劇，但不知道他是否是會單獨寫劇本，還是會與溫子仁合作撰寫。據透露，以前的劇本計劃已被廢止，改由溫子仁與強斯合作構想故事，而威爾·比爾則會負責編劇。電影將於2016年11月下旬在澳大利亞開始前期製作。

### 選角

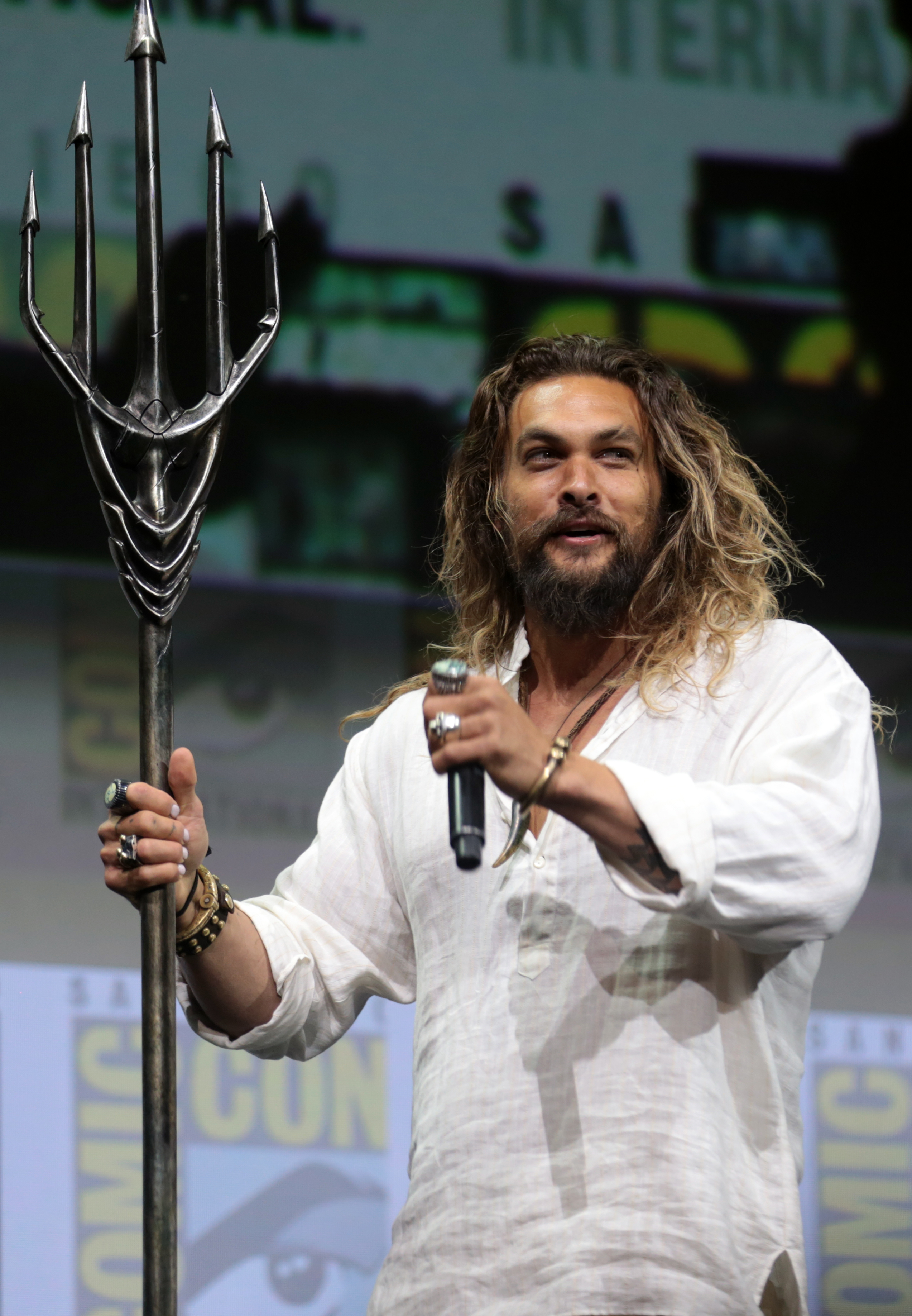
傑森·摩莫亞於2017年的聖地亞哥國際動漫展上。

2014年10月20日，傑森·摩莫亞在接受ComicBook.com採訪時透露，《正義聯盟》將會是第一優先的，但他不知道《水行俠》電影是否會和《正義聯盟》相當的地位。他認為《水行俠》電影可能會探討水行俠的起源。華納兄弟公司在後來宣布，《水行俠》是DC擴展宇宙的第七部電影作品（後來成為了第六部），並由摩莫亞主演。2014年12月，據透露，摩莫亞與華納兄弟和DC簽了四份片約，他希望查克·史奈德來執導電影。2016年1月13日，據《好萊塢報導》，安柏·赫德正在會談在片中飾演水行俠的愛人湄拉；兩個月後，她的演出獲得了證實。4月，威廉·達佛將飾演努迪斯·武爾科一角。12月12日，證實與溫子仁合作數次的派翠克·威爾森將會飾演水行俠的半親弟弟海洋領主。2017年1月31日，葉海亞·阿巴杜-馬汀二世加入詮釋反派黑蝠鱝。2月，妮可·基嫚與泰姆拉·莫里森將分別飾演亞特蘭娜女王及水行俠的父親湯瑪士。12月，杜夫·朗格林加入飾演澤貝爾國王涅羅斯；後來於2018年2月，朗格林透露，涅羅斯和原作不同的是，該角在片中將是梅拉的父親。5月15日，林路迪確認參演。約兩個星期後，麥可·畢奇加入飾演黑蝠鱝的父親。2017年10月，葛拉罕·麥克塔維什宣布自己也參演了電影。2018年4月，藍道爾·朴加入飾演史蒂芬·沈博士。2018年11月底，據透露，茱莉·安德絲在片中以配音的方式演出。

### 拍攝
主要拍攝從2017年5月起在澳大利亞開始進行，其拍攝的暫定名稱代碼為「亞哈」（Ahab）。拍攝地包含昆士蘭州黃金海岸的威秀製片廠、加拿大的紐芬蘭島、義大利的西西里島及突尼斯。溫子仁透露，在水下拍攝是相當不容易的。2017年8月11日，劇組移至新南威爾斯州黑斯廷斯角的燈塔拍攝，預計9月份結束。9月，演員林路迪在接受interview的採訪時，他將該片的視覺效果描述為「水中的《星際大戰》」。就在同一個月，劇組移至紐芬蘭與拉布拉多省拍攝。威廉·達佛在9月下旬完成了自己戲份的拍攝。10月13日，溫子仁宣布，派翠克·威爾森在片中的戲份已拍攝完成。劇組於2017年10月中旬在摩洛哥的沙漠中進行拍攝，其中包括梅爾祖卡和伊爾富德等城市。主要拍攝於2017年10月21日結束。2018年4月，該片進行了補拍，而原本未拍攝的藍道爾·朴角色也順勢加入；溫子仁解釋，朴的角色一直都在劇本中，只是先前的拍攝並未使他加入。

### 後期製作
查爾斯·吉布森和凱爾文·麥維恩被聘來擔任片中的視覺特效總監。曾和溫子仁合作的寇克·M·莫瑞則會擔任該片的剪輯師。而Rodeo FX、Scanline VFX、移動圖形公司（MPC）、光影魔幻工業（ILM）和Method Studios都將負責該片的視覺效果處理。2018年11月3日，溫子仁表示，該片的後期製作已全數完成。

## 音樂
2018年3月7日，宣布此前曾為《神力女超人》（2017年）配樂的魯伯特·葛雷森-威廉姆斯將作為《水行俠》的作曲家。電影配樂定於2018年12月14日由水塔音樂發行。该配乐专辑中还将收录一首来自斯盖拉·格蕾为本片演唱的〈Everything I Need〉，这是她继《速度与激情7》（2015年）之后再次为温子仁的电影献声，该曲目由她与艾略特·泰勒创作。

## 發行
《水行俠》最先於英國倫敦的帝國電影院萊斯特廣場舉行全球首映，並由華納兄弟排於2018年12月21日在美國上映，同時包括了Real D 3D、杜比戲院、IMAX及IMAX 3D版本。此前，該片的發行日曾為2018年10月5日和2018年7月27日。2018年11月19日，美國亞馬遜Prime宣布，將提供會員提前取得12月15日的電影放映票，其放映影院包括帝王、全美、聚光燈好萊塢和AMC影院。中国大陆方面，片方于11月17日来到北京举办试映会，影片于12月7日公映，这使得该片成为少有的在中国大陆上映比美国要早的好莱坞大片。

## 迴響

### 评价
《水行俠》整體獲得了大多正面的評價。爛番茄根據415篇評論，該片持有66%的新鮮度，平均評分6/ 10，觀眾投票給出72%的分數，平均得分為3.8／5；該網站共識：「《水行俠》以其令人愉快的滑稽趨勢提供了CGI超級英雄奇觀、充滿活力的動作，以及老套樂趣的強調。」。Metacritic得分55分（滿分100分）。據CinemaScore調查，觀眾的評價在A+至F間落於「A-」。
中国大陆方面，时光网评分达到8.2分，貓眼電影9.5分，豆瓣网达到8.0分；使《水行俠》成为DCEU至此在中國最高評價的電影。

### 票房

#### 美國
在亞馬遜宣布能提前讓會員觀賞電影後的隔日，《水行俠》的首個24小時內預售票總額成為了Atom Tickets（美國購票網站）史上最高，這超越了《復仇者聯盟3：無限之戰》及亞馬遜Prime在去年12月提前給訂閱者觀賞的《野蠻遊戲：瘋狂叢林》（2017年）。而在Fandango網站上還創下了擊敗《猛毒》的高額售票紀錄。在美國和加拿大，《水行俠》與《大黃蜂》、《她的成功日記》、《馬克的異想世界》同天上映並競爭，預計該片的國內（GDP）首週末票房將達至6500萬至7000萬美元左右，五天累計共1.2億美元以上（部分媒體甚至預估達1.5億美元）。該片在首日賺取了2800萬美元，其中包含週四晚間先行場的900萬美元（加上在亞馬遜Prime上的放映共計1370萬美元）。美國首週票房達6740萬美元（包含亞馬遜Prime的7210萬美元），位居當週票房冠軍，但這也是DCEU至此的最低首週開盤。之後，《水行俠》在週一賺了1100萬美元，在聖誕節那天賺了2210萬美元；該片於為期五天的總票開盤成績為1.057億美元。第二週末獲得了5210萬美元，僅下跌了23%，新年前夕取得1010萬美元，新年當天的票房則為1680萬美元。

#### 海外
中国方面，首日的分账票房就达到了2460万美元（1.695亿人民币），排片超过54%，超过了2016年的《蝙蝠侠大战超人：正义黎明》，开画票房創下了華納兄弟在中國的開盤日紀錄。中国首周末分账票房达到了9360万美元（6.448億人民幣），這成為了DCEU、華納兄弟、12月好莱坞電影在該國的最佳首週成績；且於短短三天內超過了《神力女超人》（2017年）在中國的總票房收入。《水行俠》在週一票房收入為1299萬美元，四天內票房收入超過1億美元（1.077億美元）。首週票房總計6亿人民币。在中国上映仅用了一週的时间，累计票房迈过10亿人民币大关，成为DCEU中首部在中国内地市场票房突破10亿元的作品。12月27日时，《海王》已取得17亿人民币的票房，成为年度进口电影票房的第三位；此前一天电影获得了至2019年2月6日放映密钥的延长许可。截至1月22日为止，中国票房达到20.12亿人民幣。
台灣方面，首日票房為新台幣2372萬元；12月15日，上映四天全台票房破億；首週五天票房為新台幣1.5億元，這超越了《神力女超人》（2017年）首週六天的1.4億元，成為DCEU在台灣影史新高開片紀錄；12月20日，上映九天全台票房突破2億元；次週票房累計至新台幣2.74億元；12月26日，上映十五天全台票房破3億元；第三週票房累計至新台幣3.54億元；第四週票房累計至新台幣4.15億元；最終全台票房為新台幣4.7億元。
| 上一届： 《蜘蛛人：新宇宙》     | 2018年美國週末票房冠軍 第51-52週     | 下一届： 《水行俠》   |
| 上一届： 《无名之辈》           | 2018年中國大陸一周票房冠軍 第49-52週 | 下一届： 《大黃蜂》   |
| 上一届： 《比悲傷更悲傷的故事》 | 2018年台北週末票房冠軍 第50-51週     | 下一届： 《大黃蜂》   |
| 上一届： 《比悲傷更悲傷的故事》 | 2018年香港一週票房冠軍 第51-52週     | 下一届： 《大黃蜂》   |
| 上一届： 《水行俠》             | 2019年美國週末票房冠軍 第1週         | 下一届： 《活個精彩》 |
| 上一届： 《大黃蜂》             | 2019年台北週末票房冠軍 第1-2週       | 下一届： 《異裂》     |

## 榮譽
| 獎項               | 舉行日期      | 類別                       | 提名人                                                                   | 結果 | 參考   |
| ------------------ | ------------- | -------------------------- | ------------------------------------------------------------------------ | ---- | ------ |
| 女性電影記者聯盟獎 | 2019年1月10日 | 一位女性在電影界的傑出成就 | 妮可·基嫚                                                                | 提名 | [ 89 ] |
| 服裝設計師協會獎   | 2019年2月19日 | 卓越科幻或奇幻影片服裝設計 | 凱姆·巴雷特                                                              | 提名 | [ 90 ] |
| 多利安獎           | 2019年1月12日 | 年度坎普電影               | 《水行俠》                                                               | 提名 | [ 91 ] |
| MTV影視大獎        | 2019年6月17日 | 最佳接吻                   | 傑森·摩莫亞、安柏·赫德                                                   | 提名 | [ 92 ] |
| 兒童票選獎         | 2019年3月23日 | 最受歡迎電影               | 《水行俠》                                                               | 提名 | [ 93 ] |
| 兒童票選獎         | 2019年3月23日 | 最受歡迎電影男演員         | 傑森·摩莫亞                                                              | 提名 | [ 93 ] |
| 兒童票選獎         | 2019年3月23日 | 最受歡迎超級英雄           | 傑森·摩莫亞                                                              | 提名 | [ 93 ] |
| 金輪獎             | 2019年2月17日 | 長片——背景音樂             | 《水行俠》                                                               | 提名 | [ 94 ] |
| 髮妝師協會獎       | 2019年2月16日 | 最佳特殊化妝效果           | 賈斯汀·羅利、奧茲·阿爾瓦萊斯、西恩·吉恩德斯                              | 提名 | [ 95 ] |
| 視覺效果協會獎     | 2019年2月5日  | 最佳長片環境視覺效果       | 昆汀·馬米耶、亞倫·貝爾、傑弗瑞·狄古茲曼、齊亞德·舒爾艾恩——「亞特蘭提斯」 | 提名 | [ 96 ] |
| 視覺效果協會獎     | 2019年2月5日  | 最佳長片虛擬攝影           | 克勞斯·佩德森、穆罕默德·拉斯卡爾、塞德里克·洛、萊恩·麥柯——「第三幕決戰」 | 提名 | [ 96 ] |
| 青少年票選獎       | 2019年8月11日 | 最佳科幻或奇幻片           | 《水行俠》                                                               | 提名 | [ 97 ] |
| 青少年票選獎       | 2019年8月11日 | 最佳科幻或奇幻片男主角     | 傑森·摩莫亞                                                              | 提名 | [ 97 ] |
| 青少年票選獎       | 2019年8月11日 | 最佳科幻或奇幻片女主角     | 安柏·赫德                                                                | 提名 | [ 97 ] |
| 青少年票選獎       | 2019年8月11日 | 最佳電影反派               | 派翠克·威爾森                                                            | 提名 | [ 97 ] |
| 土星獎             | 2019年9月13日 | 最佳漫改電影               | 《水行俠》                                                               | 提名 | [ 98 ] |
| 土星獎             | 2019年9月13日 | 最佳導演                   | 溫子仁                                                                   | 提名 | [ 98 ] |
| 土星獎             | 2019年9月13日 | 最佳女配角                 | 安柏·赫德                                                                | 提名 | [ 98 ] |
| 土星獎             | 2019年9月13日 | 最佳剪輯                   | 寇克·M·莫瑞                                                              | 提名 | [ 98 ] |
| 土星獎             | 2019年9月13日 | 最佳藝術指導               | 比爾·布雷斯基                                                            | 提名 | [ 98 ] |
| 土星獎             | 2019年9月13日 | 最佳服裝設計               | 凱姆·巴雷特                                                              | 提名 | [ 98 ] |

## 續集和衍生作
2018年12月，華納兄弟影業董事陶比·艾默瑞奇透過《好萊塢報導》宣布，他們將開始籌備推出續集。導演溫子仁向《Total Film》證實，第一部電影已為後續的故事預留了空間。主演傑森·摩莫亞也透露，他已經有了關於續集的想法，並透過艾默瑞奇和彼得·沙佛朗向片商傳達了此事，使公司接受了他的想法及熱情。2019年1月，續集確認推出，華納兄弟也已向溫子仁提出回歸執導的邀約。2019年2月，華納兄弟將續集排定於2022年12月16日推出。
2019年2月，華納兄弟宣布正在發展一部名為《海溝》（The Trench）的衍生電影。該片由新人編劇諾亞·加德納和艾丹·費茲傑羅被聘來撰寫劇本，由温子仁及其合作伙伴彼得·沙佛朗制作，主要著重於亞瑟和梅拉在《水行俠》中遇見的恐怖兩棲怪物，但该片于2021年4月被官方宣布终止开发；該片之後宣告取消。

## 備註
1. 1 2  依照DC擴展宇宙上映次序。
2. ↑  相關解釋是梅拉當時有意製造一個私密的對話空間。
3. ↑  實際上是由於中文版本錯誤翻譯造成，原文為When my parents fought in the wars，即父母一直忙於戰事的意思，但該錯誤翻譯被包括騰訊在内的視頻服務供應商所沿用，導致相關劇情在中國地區被廣汎誤解。
4. ↑  母盒在遠古大戰後收藏時間點是在亞特蘭提斯王國尚未沉入海底且未分裂之時，從《正義聯盟》中的守衛者扮裝可以看出母盒的收藏點正是梅拉的祖國澤貝爾。
5. ↑  與《毀滅者》和《被抹去的男孩》共同入圍。主因是基嫚憑藉著這三部片成為了2018年最具代表性的女性，以及電影業界中獲得機會或投入製作的女性。

## 外部連結
- 官方网站
- 互联网电影数据库（IMDb）上《水行俠》的资料（英文）
- Box Office Mojo上《水行俠》的資料（英文）
- 爛番茄上《水行俠》的資料（英文）
- Metacritic上《水行俠》的資料（英文）
- AllMovie上《水行俠》的资料（英文）
- 開眼電影網上《水行俠》的資料（繁體中文）
- 时光网上《水行俠》的資料（简体中文）
- 豆瓣电影上《水行俠》的資料 （简体中文）